# Bell Hill
Bell Hill az Amerikai Egyesült Államok északnyugati részén, Washington állam Clallam megyéjében elhelyezkedő település.
Bell Hill önkormányzattal nem rendelkező, úgynevezett statisztikai település; a Népszámlálási Hivatal nyilvántartásában szerepel, de közigazgatási feladatait Clallam megye látja el. A 2010. évi népszámlálási adatok alapján 837 lakosa van.

## Népesség
A település népességének változása:
| Lakosok száma | 731  | 837  | 875  |
|               | 2000 | 2010 | 2020 |